# Когнитивна психологија
Когнитивна психологија је област психологије која проучава сазнајне структуре, процесе, стања и функције као што су опажање, пажња, учење, памћење, заборављање, свест, говор, мишљење, одлучивање, сан... У области когнитивне психологије њене различите подобласти и аспекте изучавају различите дисциплине.
Когнитивна психологија је настала 1960-их у прекиду од бихејвиоризма, који је од 1920-их до 1950-их сматрао да су неуочљиви ментални процеси изван подручја емпиријске науке. До овог прелома дошло је пошто су истраживачи у лингвистици и кибернетици, као и примењеној психологији, користили моделе менталне обраде да објасне људско понашање. Рад изведен из когнитивне психологије интегрисан је у друге гране психологије и разне друге модерне дисциплине попут когнитивне науке, лингвистике и економије. Домен когнитивне психологије се преклапа са оним когнитивне науке, која има више интердисциплинарни приступ и укључује студије нељудских субјеката и вештачке интелигенције.

## Предмет истраживања
У свом данашњем облику, когнитивна психологија настаје педесетих година 20. века, да би већ средином шездесетих година, Урлик Најсер, један од савремених пионира у области истраживања когнитивних процеса, дао прво актуелно одређење предмета когнитивне психологије које је и данас актуелно. По њему, когнитивна психологија се бави проучавањем процеса који се обављају на подацима добијеним из чула. Ти подаци се трансформишу, сажимају, обрађују, складиште и побуђују, пролазе кроз различите фазе обраде.
У најширем смислу, предмет когнитивне психологије су ментални процеси одраслог, нормалног појединца. Овако одређен предмет могуће је сузити на следеће проблеме:
- на који начин се примају, одабиру и осмишљавају информације о спољашњем свету
- како су све те информације ускладиштене у памћењу
- како се користе у решавању различитих врста сложених или мање сложених проблема

## Историјски развој
Филозофски, промишљања људског ума и његових процеса постоје од времена старих Грка. Године 387. п. н. е., познато је да је Платон сугерисао да је мозак седиште менталних процеса. Године 1637, Рене Декарт је изјавио да се људи рађају са урођеним идејама и разрадио је идеју дуализма ума и тела, која је постала позната као дуализам супстанције (у основи идеја да су ум и тело две одвојене супстанце). Од тог времена, током 19. века водиле су се велике расправе о томе да ли је људска мисао била искључиво искуствена (емпиризам), или је укључивала урођено знање (рационализам). Неки од учесника у ову расправу су били Џорџ Беркли и Џон Лок на страни емпиризма, а Имануел Кант на страни нативизма.
Са наставком филозофске расправе, средина до краја 19. века била је критично време за развој психологије као научне дисциплине. Два открића која ће касније играти значајну улогу у когнитивној психологији су откриће Пола Брока да постоје подручја мозга која су великој мери одговорна за производњу језика, и Карл Верниково откриће подручја за које се сматра да је углавном одговорно за разумевање језика. Обе области су накнадно формално назване по својим проналазачима, а поремећаји у производњи или разумевању језика појединца услед трауме или малформација у тим областима постали су уобичајено познати као Брокова афазија и Верникова афазија.
Од 1920-их до 1950-их, главни приступ психологији био је бихевиоризам. У почетку су његови присталице посматрале менталне догађаје као што су мисли, идеје, пажња и свест као неприметне, дакле изван сфере науке о психологији. Један од пионира когнитивне психологије, који је радио изван конвенционалних граница бихевиоризма (интелектуалних и географских), био је Жан Пијаже. Од 1926. до 1950-их и до 1980-их он је проучавао мисли, језик и интелигенцију деце и одраслих.
Средином 20. века појавила су се три главна утицаја која ће надахнути и обликовати когнитивну психологију као формалну школу мишљења:
- Развојем нове технологије ратовања током Другог светског рата истакла се потреба за већим разумевањем људских перформанси. Проблеми попут тога како најбоље обучити војнике за употребу нове технологије и како се бавити питањима пажње док су под присилом, постали подручја која су важна за војно особље. Бихевиоризам је пружио мало или нимало увида у ове ствари. Дело Доналда Броадбента је интегрисало концепте из истраживања људских перформанси и недавно развијене теорије информација, и тиме створило могућности нових приступа у овој области.[5]
- Развој информатике довео би до повлачења паралела између људске мисли и рачунарске функционалности рачунара, отварајући потпуно нова подручја психолошке мисли. Ален Њувел и Херберт Симон провели су године развијајући концепт вештачке интелигенције (AI), а касније су радили са когнитивним психолозима на импликацијама вештачке интелигенције. То је подстакло концептуализацију менталних функција обликованих на начин на који су рачунари руковали стварима као што су складиштење и проналажење меморије,[5] а отворило је важан увод у когнитивизам.
- Критика бихевиоризма и општије емпиризма Ноама Чомског из 1959. године[8] покренула је оно што ће постати познато као „когнитивна револуција“. Унутар психологије, у критици бихевиоризма, Ј.С. Брунер, Ј.Ј. Гуднов & Г.А. Остин написали су „студију размишљања” 1956. године. Г.А. Милер, Е. Галантер и К. Прибрам су написали своје чувене „Планове и структуру понашања” 1960. године. Исте године Брунер и Милер су основали Харвардски центар за когнитивне студије, који је институционализовао револуцију и покренуо поље когнитивних наука.
- Формално признавање поља подразумевало је успостављање истраживачких институција попут Центра за обраду људских података Џорџа Мандлера 1964. Мандлер је описао порекло когнитивне психологије у чланку из 2002. године у часопису Журнал историје бехавиоралних наука.[9]

Улрик Најсер је увео појам „когнитивна психологија“ у уобичајену употребу својом књигом Когнитивна психологија, објављеном 1967. године.

## Почеци емпиријских испитивања когнитивних процеса
Емпиријска истраживања ума су започела и пре званичног настанка психологије као науке. На почетку 19. века, Јоханес Милер је открио закон специфичне енергије нерава. Херман фон Хелмхолц је установио брзину простирања нервног импулса, a Ернст Хајнрих Вебер је створио Веберов психофизички закон. Густав Фехнер је створио Фехнеров психофизички закон. Ниједан од ових научника није био психолог у данашњем смислу те речи, Милер и Вебер су били физиолози, Хелмхолц је дао значајне доприносе у области физиологије, а Фехнер је био физичар. Иако су њихова истраживања од фундаменталног значаја за психологију, тек ће оснивањем лабораторије у Лајпцигу, од стране Вилхелма Вунта, психологија започети са својом научном историјом.

### Издвајање психологије као засебне науке
Истраживања Милера, Хелмхолца, Вебера и Фехнера представљају методолошку и емпиријску основу из које ће се развити експериментална психологија.
Резултати истраживања Хелмхолца о брзини нервног импулса представљају прве налазе о ограничењима чулног апарата, што ће постати један од централних проблема савремене когнитивне психологије. Од посебног значаја су налази Вебера, који је установио да прираштај у интензитету дражи који доводи до прве једва приметне промене у сензацији стоји у константном односу с интензитетом претходне дражи. Фехнер је касније Веберове налазе уобличио у природни закон, познат под називом Вебер-Фехнеров закон или Фехнеров закон, по којем физички и психички континуум стоје у логаритамском односу. Биће то почетак психофизичке и систематских испитивања прагова чулне осетљивости.

### Структуралистички и функционалистички приступ психичким функцијама
Вихлелм Вунт оснива прву експерименталну лабораторију у Лајпцигу 1879. године, која се данас узима као година издвајања психологије од филозофије. Први правац психологије био је структурализам и структуралисти су испитивали когнитивне процесе. Њихово становиште је било да су сложени процеси свести састављени од елемената и њихов циљ је био да открију основне елементе и начине њиховог комбиновања. Као реакцију на структурализам и редукционизам. У непосредном искуству, сматра Вунт, долази до "стваралачке синтезе" елемената из које се генеришу сложени процеси свести. Структуралисти су испитивали когнитивне процесе путем самопосматрања, интроспекције, са строго контролисаним процедурама који доводи до нивоа научног метода. Овај метод се примењивао на "нижим" менталним процесима, попут сензације, перцепције и пажње. Такође, Вунт сматра језик кључем за разумевање начина на који функционише ум. Вунтова лабораторија у Лајпцигу је постала центар емпиријских истраживања везаних за проблеме свести, али и место где су се обучавали млади истраживачи.
Вилијам Џејмс је био представник функционалистичке психологије, која је настала као реакција на структурализам и која је била под великим утицајем рада Чарлса Дарвина, поготово његове теорије о еволуцији. Њихов циљ је био да открију адаптивни смисао менталних процеса и њихове функције. У Џејмсовој књизи из 1890. године, Принципи психологије, спомиње се по први пут подела меморија, на примарну, која садржи тренутни садржај свести и секундарну, која садржи трајно, похрањено искуство и знање о свету.
Херман фон Ебингхаус се данас сматра утемељивачем психологије памћења. Он је у току свог живота спровео неколико истраживања која се сматрају првим емпиријским истраживањима памћења и заборављања, а метод који је користио јесте памћење бесмислених слогова, који се и данас користи. По њему је названа кривуља заборављања, која представља количину запамћеног у функцији времена и која је и данас актуелна.

## Бихејвиористичка револуција
Џон Вотсон, представник бихејвиоризма, објављује 1913. своју књигу Психологија како је види бихејвиориста, где је психологија објективна и природна наука. Он говори како је интроспекција субјективна и како не може бити метод психологије и како феномени старе психологије нису предмет истраживања бихејвиоралне психологије. Предмет је искључиво понашање, јер се једино оно може објективно посматрати и мерити, а свест и "менталистички" појмови се избацују из психологије. У бихејвиоризму је основни метод експеримент, а појмови су операционално (веома прецизно) дефинисани.
Бихејвиоризам се увек одликовао изузетном методолошком и концептуалном строгошћу. У експерименталним условима се понашање увек изазива контролисаном стимулацијом, а зависна варијабла је реакција на такву стимулацију. Основна схема раног, класичног бихејвиоризма јесте С-Р (веза између стимулуса и реакције). Едвард Толман мења основну С-Р схему у С-О-Р схему, где О представља органску варијаблу, односно унутрашње стање организма.
Увођење ове варијабле представља значајно одступање од ортодоксних ставова класичног бихејвиоризма, пошто органска варијабла тада није била доступна спољашњем посматрању. Почетком педесетих година, Чарлс Озгуд формулише тоерију медитације којом из бихејвиористичке перспективе покушава да објасни настанак појмова, а средином педесетих година, Б. Ф. Скинер излаже бихејвиористички приступ језику. Током четрдесет година доминације у америчкој експерименталној психологији, бихејвиоризам је еволуирао од ригидног приступа који је драстично сузио опсег феномена које је могуће истраживати, до тачке у којој су предмет испитивања постали виши когнитивни процеси.